# Typhochrestus virilis
Typhochrestus virilis är en spindelart som beskrevs av Robert Bosmans 1990. Typhochrestus virilis ingår i släktet Typhochrestus och familjen täckvävarspindlar.
Artens utbredningsområde är Algeriet. Inga underarter finns listade i Catalogue of Life.